# Sweethearts of the Rodeo
Sweethearts of the Rodeo ist ein US-amerikanisches Country-Musik-Duo.
Das Vokal-Duo Sweethearts of the Rodeo hat seine Ursprünge im südlichen Kalifornien. Anfang der 1970er Jahre tingelten dort die Schwestern Janis und Kristine Oliver (* 28. September 1956) als Oliver Sisters durch kleinere Clubs, Einkaufszentren und Highschools. Janis war Leadsängerin und Kristine begleitete sie auf der Gitarre. Sie spielten Bluegrass-Musik mit Country-Rock-Einflüssen. 1973 nannte sich das Duo in „Sweethearts of the Rodeo“ um (nach dem gleichnamigen Album der Byrds).
Entdeckt wurden sie 1976 von Emmylou Harris, die die beiden Schwestern auf einem Festival sah und in ihre Show einlud. Es folgten Angebote für weitere Auftritte, zum Teil mit hochkarätigen Stars wie Willie Nelson oder Pure Prairie League. Anfang der achtziger Jahre heiratete Janis den aufstrebenden Country-Sänger Vince Gill, der zu dieser Zeit Leadsänger der Pure Prairie League war.
1983 zog Janis – mittlerweile Mutter – mit ihrem Mann nach Nashville. Ihre inzwischen ebenfalls verheiratete Schwester folgte einige Zeit später. Der Produzent Vince Gills, Steve Buckingham, ermutigte die beiden nach Gewinn eines bedeutenden Talentwettbewerbs zu einem Neuanfang. 1986 erschien ihre erste Single Hey Doll Baby die einen mittleren Platz der Country-Charts erreichte. Die nachfolgenden Produktionen waren erfolgreicher und schafften es durchweg bis in die Top-10.
Nach vier qualitativ guten, aber kommerziell nur mäßig erfolgreichen Alben verloren sie ihren Plattenvertrag. Ein Grund für die ungenügenden Verkaufszahlen waren nicht zuletzt die familiären Pflichten der Schwestern, die Auftritte und Promotion-Touren kaum zuließen. Das Duo wechselten zu einem kleinen Label, das ihnen mehr künstlerische Gestaltungsmöglichkeiten einräumte. Einige ihrer Songs wurden im Folgenden von Janis selbst geschrieben. 1993 erschien das akustisch ausgerichtete Bluegrass-Album Rodeo Waltz. The Sweethearts of the Rodeo waren zu ihren Ursprüngen zurückgekehrt.
1997 wurde die Ehe zwischen Janis Oliver und Vince Gill geschieden.

## Alben
- 1986 – Sweethearts of the Rodeo (Columbia)
- 1988 – One Time, One Night (Columbia)
- 1990 – Buffalo Zone (Columbia)
- 1992 – Sisters (Columbia)
- 1993 – Rodeo Waltz (Sugar Hill)
- 1996 – Beautiful Lies (Sugar Hill)